# Tuklaty
Tuklaty – gmina w Czechach, w powiecie Kolín, w kraju środkowoczeskim. Według danych z dnia 1 stycznia 2013 liczyła 860 mieszkańców.

## Podział gminy
- Tuklaty
- Tlustovousy